# Бенет, Жорди
Жорди Бенет Рубио (кат. Jordi Benet Rubio; род. 15 июля 1980) — андоррский футболист, полузащитник. Выступал за национальную сборную Андорры.

## Биография

### Клубная карьера
С 1998 года по 2012 год являлся игроком клуба «Андорра» из Андорра-ла-Вельи, которая играла в низших дивизионах Испании. В сезоне 2001/02 выступал за «Санта-Колому» в чемпионате Андорры. В составе команды провёл 2 матча в квалификации Кубка УЕФА против белградского «Партизана» (8:1 по сумме двух встреч). Затем, в 2002 году Бенет вернулся в «Андорру» и выступал там до 2008 года. После чего перешёл в «Сан-Жулиа». В 2010 году играл за испанскую «Манльеу» из одноимённого города.
Являлся тренером по физической подготовке в клубе «Андорра», осенью 2016 года главный тренер Хусто Руис ушёл в отставку и Бенет также потерял свою должность.

### Карьера в сборной
В составе юношеской сборной Андорры до 19 лет выступал с 1997 года по 1999 год, сыграв в составе команды в пяти играх.
18 августа 1999 года дебютировал в национальной сборной Андорры в товарищеском матче против Португалии (4:0), Бенет вышел на 89 минуте вместо Агусти Поля. 6 октября 2001 года провёл свой второй и последний матч за сборную в рамках отборочного турнира на чемпионат мира 2002 против Нидерландов (4:0), Жорди вышел в конце игры в дополнительное время вместо Даниэля Феррона.